# Ana Zimerman
Ana Zimmermann, nome artístico de Ana Vitória Zimmermann Juliani (Santo André, 26 de junho de 2002), é uma atriz, apresentadora e cantora brasileira. Destacou-se na televisão em 2012, ao interpretar a personagem Marcelina no remake da telenovela Carrossel, do SBT. Após a novela, também apresentou o Bom Dia & Companhia e o Sábado Animado, ao lado de Matheus Ueta.

## Carreira
Ana Vitória Zimmermann nasceu no município de Santo André, no ABC Paulista, estado de São Paulo, em 26 de junho de 2002, sendo a filha caçula do casal Michael Platini Zimmermann e Andréa Carla Juliani Zimmermann. Ana Vitória também tem uma irmã mais velha, chamada Ana Carla Zimmermann. Atuou pela primeira vez em 2009, no filme É Proibido Fumar, como sobrinha da personagem interpretada por Glória Pires, e em 2011 participou de Amanhã Nunca Mais, ao lado de Lázaro Ramos.
Entre 2012 e 2013, interpretou Marcelina Guerra, uma das protagonistas do remake da telenovela infantil Carrossel, do SBT, e em março de 2013 passou a apresentar o Bom Dia & Companhia e o Sábado Animado, ao lado de Matheus Ueta. Ana Vitória e Matheus também apresentaram Clube do Carrossel, que foi ao ar entre julho e setembro de 2013. Em 2014, ela saiu da programação do SBT sem nenhuma explicação, tendo sido confirmada apenas sua participação no filme Carrossel - O Filme, baseado na telenovela homônima. Seu trabalho mais recente foi o filme Carrossel 2: O Sumiço de Maria Joaquina em 2016.

## Filmografia

### Televisão
| Ano     | Título                       | Papel                  | Notas                  | Ref.   |
| ------- | ---------------------------- | ---------------------- | ---------------------- | ------ |
| 2012–13 | Carrossel                    | Marcelina Guerra       |                        | [ 12 ] |
| 2013    | Clube do Carrossel           | Ela Mesma              | Apresentadora          | [ 13 ] |
| 2013    | Carrossel Especial de Natal  | Marcelina Guerra       | Especial de fim de ano | [ 14 ] |
| 2013–14 | Bom Dia & Companhia          | Ela Mesma              | Apresentadora          | [ 15 ] |
| 2013–14 | Feriadão SBT                 | Ela Mesma              | Apresentadora          | [ 16 ] |
| 2013–14 | Sábado Animado               | Ela Mesma              | Apresentadora          | [ 17 ] |
| 2016    | Carrossel em Desenho Animado | Marcelina Guerra (voz) | Dublagem               | [ 18 ] |
| 2016    | Dance se Puder               | Ela Mesma              | Participante           | [ 19 ] |

### Cinema
| Ano  | Título                                   | Papel              | Notas                 | Ref.   |
| ---- | ---------------------------------------- | ------------------ | --------------------- | ------ |
| 2009 | É Proibido Fumar                         | Bruna              | Participação Especial | [ 20 ] |
| 2011 | Amanhã Nunca Mais                        | Amiguinha da Festa | Participação Especial |        |
| 2015 | Carrossel - O Filme                      | Marcelina Guerra   |                       | [ 21 ] |
| 2016 | Carrossel 2 - O Sumiço de Maria Joaquina | Marcelina Guerra   |                       | [ 22 ] |

### Internet
| Ano     | Título              | Papel         | Plataforma | Notas                                    |
| ------- | ------------------- | ------------- | ---------- | ---------------------------------------- |
| 2015–20 | Ana Zimerman        | Apresentadora | YouTube    |                                          |
| 2022    | PoliCast            | Apresentadora | YouTube    | Podcast de Poliana Moça                  |
| 2023    | Queijo com Goiabada | Apresentadora | YouTube    | Podcast de A Infância de Romeu e Julieta |

## Teatro
| Ano  | Título                         | Papel                      | Notas        | Ref.   |
| ---- | ------------------------------ | -------------------------- | ------------ | ------ |
| 2013 | Show Carrossel no Circo Tihany | Marcelina Guerra           |              | [ 24 ] |
| 2016 | Show Ritmos Da Broadway        | Morticia da Família Addams | Protagonista | [ 25 ] |

## Discografia

### Participações em álbuns
Carrossel Vol. 2 (2013)
- A Banda[26]

Carrossel Especial Astros (2013)
- Filhote do Filhote[27]

### Extended Plays (EP)
- Se Eu Te Pedir pra Ficar (2017)[28]

### Singles
- Tipo Assim (2020)[29]
- Tum Tum (2020)
- Beijo de Amor (2020)
- Limãozinho com Coca Cola (2020)
- Como éramos nós 3 (2020)
- Listinha (2020)

## Videografia
| Ano  | Artista   | Música                   |
| ---- | --------- | ------------------------ |
| 2017 | Up2drop   | Voando Bem Alto          |
| 2018 | BFF Girls | Pode Parar               |
| 2020 | Ela mesma | Tipo Assim               |
| 2020 | Ela mesma | Tum Tum                  |
| 2020 | Ela mesma | Beijo de Amor            |
| 2020 | Ela mesma | Limãozinho com Coca Cola |
| 2020 | Ela mesma | Como éramos nós 3        |
| 2020 | Ela mesma | Listinha                 |